# (1468) Zomba
(1468) Zomba és un asteroide que creua l'òrbita de Mart orbitant al voltant del Sol una vegada cada 3,26 anys. Amb un diàmetre de 13 km aproximadament és un dels majors asteroides que creua la orbita de Mart. El seu nom fa referència a una important ciutat en Nyasalàndia.
Va ser descobert el 23 de juliol de 1938 per Cyril V. Jackson des de l'Observatori Unió, a Johannesburg, Sud-àfrica.